# Torneig de Pörtschach
El torneig de Pörtschach, conegut també amb el nom de Hypo Group Tennis International és una competició tennística que es disputa a Pörtschach, Àustria, i que forma part dels torneigs de l'International Series de l'ATP.
El torneig es disputa sobre terra batuda des de 1981 i ha tingut diverses seus.

## Individuals
| Bari, Itàlia          | Bari, Itàlia       | Bari, Itàlia           | Bari, Itàlia  |
| Any                   | Campió             | Finalista              | Resultat      |
| --------------------- | ------------------ | ---------------------- | ------------- |
| 1981                  | Zoltan Kuharszky   | Paolo Bertolucci       | 6-4, 6-0      |
| 1982                  | Paul McNamee       | Balázs Taróczy         | 6-2, 6-2      |
| 1983                  | Corrado Barazzutti | Carlos Castellán       | 6-0, 6-1      |
| 1984                  | Henrik Sundström   | Pedro Rebolledo        | 7-5, 6-4      |
| 1985                  | Claudio Panatta    | Lawson Duncan          | 6-2, 1-6, 7-6 |
| 1986                  | Kent Carlsson      | Horacio de la Peña     | 7-5, 6-7, 7-5 |
| 1987                  | Claudio Pistolesi  | Francesco Cancellotti  | 6-7, 7-5, 6-3 |
| 1988                  | Thomas Muster      | Marcelo Filippini      | 2-6, 6-1, 7-5 |
| 1989                  | Joan Aguilera      | Marián Vajda           | 4-6, 6-3, 6-4 |
| Gènova, Itàlia        |                    |                        |               |
| Any                   | Campió             | Finalista              | Resultat      |
| 1990                  | Ronald Agenor      | Tarik Benhabiles       | 3-6, 6-4, 6-3 |
| 1991                  | Carl-Uwe Steeb     | Jordi Arrese           | 6-3, 6-4      |
| 1992                  | Andrí Medvèdev     | Guillermo Pérez-Roldán | 1-6, 6-3, 6-3 |
| 1993                  | Thomas Muster      | Magnus Gustafsson      | 7-6, 6-4      |
| Sankt Pölten, Àustria |                    |                        |               |
| Any                   | Campió             | Finalista              | Resultat      |
| 1994                  | Thomas Muster      | Tomàs Carbonell        | 4-6, 6-2, 6-4 |
| 1995                  | Thomas Muster      | Bohdan Ulihrach        | 6-3, 3-6, 6-1 |
| 1996                  | Marcelo Ríos       | Fèlix Mantilla         | 6-2, 6-4      |
| 1997                  | Marcelo Filippini  | Patrick Rafter         | 7-6, 6-2      |
| 1998                  | Marcelo Ríos       | Vincent Spadea         | 6-2, 6-0      |
| 1999                  | Marcelo Ríos       | Mariano Zabaleta       | 4-4 (retired) |
| 2000                  | Andrei Pavel       | Andrew Ilie            | 7-5, 3-6, 6-2 |
| 2001                  | Andrea Gaudenzi    | Markus Hipfl           | 6-0, 7-5      |
| 2002                  | Nicolás Lapentti   | Fernando Vicente       | 7-5, 6-4      |
| 2003                  | Andy Roddick       | Nikolai Davidenko      | 6-3, 6-2      |
| 2004                  | Filippo Volandri   | Xavier Malisse         | 6-1, 6-4      |
| 2005                  | Nikolai Davidenko  | Jürgen Melzer          | 6-3, 2-6, 6-4 |
| Pörtschach, Àustria   |                    |                        |               |
| Any                   | Campió             | Finalista              | Resultat      |
| 2006                  | Nikolai Davidenko  | Andrei Pavel           | 6-0, 6-3      |
| 2007                  | Juan Mónaco        | Gael Monfils           | 7-6(3), 6-0   |
| 2008                  | Nikolai Davidenko  | Juan Mónaco            | 6–2, 2–6, 6–2 |
| 2009                  | No celebrat        |                        |               |